# Janko Rusew
Janko Rusew Rusew (bułg. Янко Русев Русев, ur. 1 grudnia 1958 w Iwanskim) – były bułgarski sztangista, mistrz olimpijski z igrzysk w Moskwie.
W 1993 został wpisany do Międzynarodowej Galerii Sław podnoszenia ciężarów.

## Życiorys
Urodził się 1 grudnia 1958 w obwodzie Szumen, w miejscowości Iwanski. W wieku 15 lat próbował wstąpić do szkoły sportowej Олимпийски Hадежди w Sofii, ale został odrzucony, ponieważ był „beznadziejnym” sztangistą.

## Treningi
Rusew pierwotnie trenował piłkę nożną i zapasy. Następnie zainteresował się podnoszeniem ciężarów. W wieku 19 lat Iwan Abadżhiew wypatrzył go w szkole, a niedługo potem zdobył srebrny medal na mistrzostwach świata w Stuttgarcie w kategorii do 60 kilogramów. Jednocześnie został mistrzem Europy. W latach 1978–1982 pięć razy z rzędu zdobywał tytuły mistrza świata i mistrza Europy (w latach 1978-1980 w kategorii do 67,5 kilogramów), a w latach (1981-1982 do 75 kilogramów). W 1980 na igrzyskach olimpijskich w Moskwie zdobył złoty medal w kategorii do 67,5 kilogramów. Ostatni srebrny medal zdobył na połączonych mistrzostwach świata i Europy w 1983 roku w Moskwie.